# Issamoulenc
Issamoulenc é uma comuna francesa na região administrativa de Auvérnia-Ródano-Alpes, no departamento de Ardèche. Estende-se por uma área de 15,66 km². Em 2010 a comuna tinha 92 habitantes (densidade: 5,9 hab./km²).